# Das Tal der Könige
Das Tal der Könige (Originaltitel: Valley of the Kings) ist ein US-amerikanischer Abenteuerfilm von Robert Pirosh aus dem Jahr 1954 mit Robert Taylor und Eleanor Parker. 

## Handlung
Die Amerikanerin Ann Barclay Mercedes reist um 1900 nach Kairo, um an einer archäologischen Grabung teilzunehmen. Ihr kürzlich verstorbener Vater, ein renommierter Altertumsforscher, hatte sein Leben lang nach einem Grab gesucht, das Beweise für die Authentizität der alttestamentlichen Geschichte von Josefs Aufenthalt in Ägypten liefern könnte. Mit Hilfe des Expeditionsleiters Mark Brandon will Ann die Suche ihres Vaters fortsetzen. Sie zeigt ihm eine goldene Statuette aus der 18. Dynastie, auf der Mark die Inschrift des Pharaos Rahotep erkennt, dessen Grab offiziell noch nicht entdeckt wurde. Laut Ann habe ihr Vater die Statuette zusammen mit anderen aus Ägypten geschmuggelten Antiquitäten in London erworben. Mark willigt ein, der schönen Ann zu helfen, ist jedoch enttäuscht, als er erfährt, dass Ann bereits vergeben ist und ihr Mann Philip in Kürze ebenfalls in Kairo eintreffen wird.

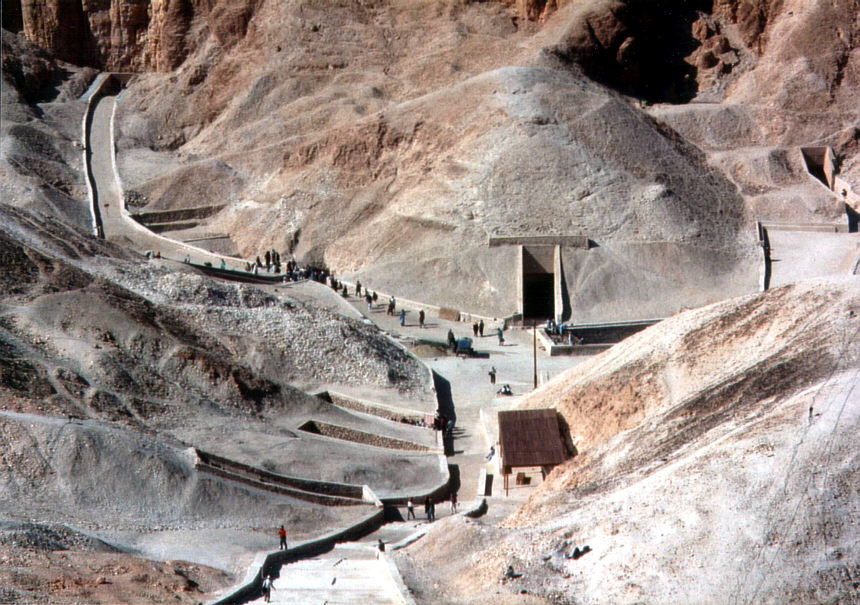
Das Tal der Könige

Ann sucht daraufhin den Antiquitätenhändler Valentine Arko auf, in der Hoffnung, er könne ihr weitere Objekte aus Rahoteps Grab beschaffen. Zurück im Hotel treffen Ann und Mark auf Philip, der bereits eigene Nachforschungen in der Stadt angestellt hat. Pater Anthimos schlägt den drei Forschern schließlich vor, ihn zum Katharinenkloster am Fuße des Berges Sinai zu begleiten. Dort finden Mark und Ann in einem Grab Tontafeln, die nahelegen, dass sich Rahoteps Grab im Tal der Könige befindet. Die Suche vor Ort bleibt jedoch erfolglos. In Luxor trifft Ann erneut auf Arko, der ihr gegen entsprechende Bezahlung verraten will, wo sich Rahoteps Grab befindet. Er erzählt ihr von einem Mann namens Campos, der inzwischen ermordet wurde. Dieser sei vor vielen Jahren von heute auf morgen zu viel Reichtum gekommen, indem er Wertgegenstände aus Rahoteps Grab ins Ausland geschmuggelt habe. Arko schlägt Ann vor, sich an Campos’ einstigen Expeditionsführer zu wenden, der sich in dem Dorf El Tabor aufhält. Er warnt sie jedoch auch vor Hamed Backhour, dem Drahtzieher eines großen Schmugglerrings. Noch in derselben Nacht wird Arko von Backhour ermordet. Wie sich überraschend herausstellt, macht Philip mit Backhour gemeinsame Sache. Da ihm Backhour jedoch nur zehn Prozent Gewinn der verkauften Schmuggelwaren zugestehen will, zieht Philip seine Pistole und droht, der Polizei von Backhours Mord an Arko zu berichten, sollte er nicht die Hälfte der Objekte aus Rahoteps Grab erhalten. 
Tags darauf reisen Mark, Ann und Philip mit einer Gruppe von Grabungshelfern, zu denen auch Backhour gehört, durch die Wüste nach El Tabor. Unterwegs geraten sie in einen heftigen Sandsturm. Mark und Ann werden dabei von den anderen getrennt und treffen anschließend auf den Nomadenstamm der Tuareg, unter denen sich auch Campos’ einstiger Führer Salah aufhält. Dieser glaubt Mark und Ann nicht, dass sie Rahoteps Grab lediglich aus wissenschaftlichen Gründen finden wollen. Nach dem Gesetz der Tuareg kann Mark nur beweisen, dass er die Wahrheit sagt, indem er in einem Kampf gegen Salah antritt. Mark geht dabei als Sieger hervor, verschont jedoch Salahs Leben. Später am Abend werden sich Mark und Ann ihrer Gefühle füreinander bewusst und sie küssen sich. 
Am nächsten Morgen werden Mark und Ann von Salah zu einem uralten Tempel geführt. Mark kommt zu dem Schluss, dass sich das eigentliche Grab Rahoteps andernorts befindet, der Tempel jedoch als Versteck einer Diebesbande diente, die das Grab bereits vor mehr als tausend Jahren geplündert hatte. Als Mark die Wände des Tempels genauer untersucht, findet er Backhours Leiche und einen geheimen Gang, der ihn zu Philip führt, der ihn nun mit seiner Waffe bedroht. Es folgt ein Kampf der beiden Männer, bei dem Philip letztlich einen Abgrund hinabstürzt. Obwohl Ann angesichts der Ereignisse niedergeschlagen ist, kehrt sie mit Mark ins Tal der Könige zurück, um eine letzte Grabung vorzunehmen. Diesmal ist das Glück auf ihrer Seite und sie entdecken Rahoteps Grab. In einer versteckten Kammer finden sie eine Statue Josefs, die die Theorie von Anns Vater endgültig beweist.

## Hintergrund

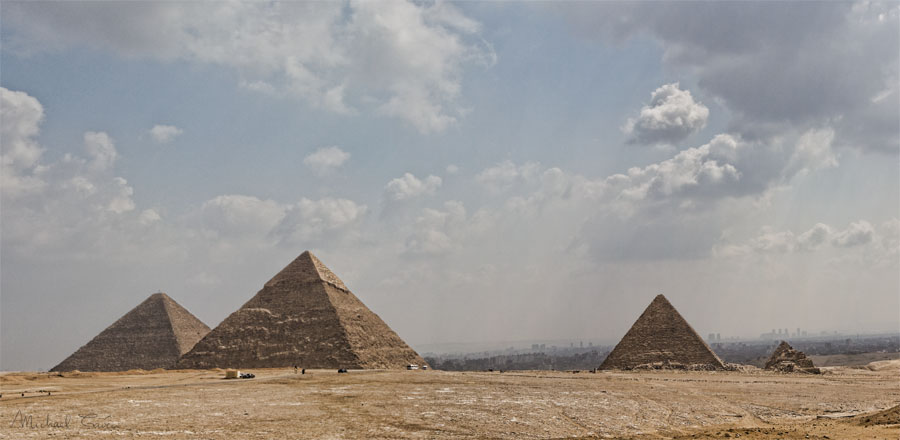
Die Pyramiden von Gizeh, ein Drehort des Films

Als literarische Vorlage für die historischen Hintergründe diente das Sachbuch Götter, Gräber und Gelehrte von C. W. Ceram. Die Außenaufnahmen entstanden größtenteils im Dezember 1953 an Originalschauplätzen in Kairo, Luxor, Sues, am Berg Sinai, in der Libyschen Wüste und vor den Pyramiden von Gizeh. Im Januar 1954 wurden die Dreharbeiten in den MGM-Studios fortgesetzt. Ein Außendreh fand auch in El Segundo, Kalifornien, statt. Ursprünglich sollte Vittorio Gassman die Rolle des Mark Brandon spielen.
Eigentlich sollte der in Eastman Color gedrehte Film im August 1954 in den US-amerikanischen Kinos starten, doch zog man die Veröffentlichung aus Publicity-Gründen einen Monat vor, nachdem man nahe der Cheops-Pyramide ein altägyptisches Boot ausgegraben hatte, das vermutlich für pharaonische Bestattungszeremonien benutzt worden war. Das Tal der Könige wurde schließlich am 21. Juli 1954 gleichzeitig in Kairo, Alexandria und New York uraufgeführt. In Deutschland kam der Film am 5. April 1955 in die Kinos.

## Kritiken
Für das Lexikon des internationalen Films war Das Tal der Könige eine „[d]ürftige Abenteuerfabel, die sich auf C. W. Cerams Bestseller beruft“. Selbst die „effektvolle[n] Bilder vom interessanten Schauplatz können der schwachen Inszenierung nicht aufhelfen“. „An diesem Routinewerk beeindrucken lediglich die perfekt fotografierten ägyptischen Drehorte“, befand Cinema. Das Fazit lautete: „Leerlauf im Schatten der Pyramiden.“
Die New York Times fand die Handlung „routinemäßig und vorhersehbar“, während „die authentischen Kulissen und die einheimischen Gebräuche anschaulich und überaus schön“ in Szene gesetzt worden seien. Die Außenaufnahmen seien so die eigentlichen Stars des Films. Auch Variety kam zu dem Schluss, dass die Szenerie „mehr Frische“ zu bieten habe „als die routinemäßige Geschichte“. Eleanor Parker und Robert Taylor seien in ihren Hauptrollen „ein gutes Gespann“, wohingegen Carlos Thompson „nur mittelmäßig“ daherkomme. Der Filmkritiker Leonard Maltin bezeichnete den Film rückblickend als „mäandernde Abenteuergeschichte“.

## Deutsche Fassung
Die deutsche Synchronfassung entstand 1955 im MGM-Synchronisations-Atelier in Berlin.
| Rolle                | Darsteller        | Synchronsprecher    |
| -------------------- | ----------------- | ------------------- |
| Mark Brandon         | Robert Taylor     | Paul Klinger        |
| Ann Barclay Mercedes | Eleanor Parker    | Eleonore Noelle     |
| Philip Mercedes      | Carlos Thompson   | Ernst Schröder      |
| Hamed Backhour       | Kurt Kasznar      | Konrad Wagner       |
| Anführer der Tuareg  | Victor Jory       | Hans Wiegner        |
| Valentine Arko       | Leon Askin        | Stanislav Ledinek   |
| Pater Anthimos       | Aldo Silvani      | Alfred Balthoff     |
| Ahmed Salah          | Frank De Kova     | Karl Hellmer        |
| Prior                | Paul Maxey        | Walther Suessenguth |
| Antiquitätenhändler  | Tewfik Helmy      | Hugo Schrader       |
| Fremdenführer        | Mahmoud El-Sabbaa | Bruno W. Pantel     |
| Abdullah             | Loutfi El Hakim   | Franz Nicklisch     |